# Palácio Público (São Marinho)
O Palácio Público (em italiano:  Palazzo Pubblico), também conhecido como Palácio do Governo (em italiano:  Palazzo del Governo), é o edifício da câmara municipal da cidade de São Marinho, na Sereníssima República de São Marinho. É também a sede dos principais órgãos institucionais e administrativos, como os capitães-regentes, o Conselho Grande e Geral, o Conselho do XII e o Congresso do Estado.

## História
O edifício está situado no antigo terreno da Domus Magna Comunis, o antigo palácio datado do final do século XIV (1380-1392), que apesar das inúmeras restaurações, foi demolido no final do século XIX.
O novo palácio público, também conhecido como palácio governamental, foi construído entre os anos de 1884 e 1894 pelo arquiteto romano Francesco Azzurri, que o projetou no estilo severo e simples a partir dos palácios municipais dos séculos XIII e XIV. A primeira pedra foi lançada a 17 de maio de 1884 e a inauguração solene ocorreu a 30 de setembro de 1894. O orador da cerimónia foi Giosuè Carducci, que na ocasião proferiu o discurso sobre "a liberdade perpétua".
Para a técnica utilizada nas pedras, foi empregada a mão de obra local, sob a direção do mestre de obras Giuseppe Reffi, enquanto que as decorações, os móveis e artefactos ficaram a cargo de artesãos estrangeiros.
A 30 de setembro de 1996, foi concluído um projeto de restauração e restruturação, dirigido pela arquiteta Gae Aulenti.